# Flora Nwapa
Florence Nwanzuruahu Nkiru Nwapa (n. 13 ianuarie 1931 – d. 16 octombrie 1993) a fost o autoare nigerianǎ cunoscută sub denumirea de Flora Nwapa. Aceasta a fost supranumită „mama literaturii moderne africane”. Predecesoare a unei generații de femei africane autoare, ea este cunoscută ca fiind prima romancieră africană care a avut opere publicate în limba engleză în Marea Britanie, astfel primind o recunoaștere internațională, cu primul ei roman Efuru, fiind publicat în 1966 de Heinemann Educational Books.